# Sturm und Drang
Sturm und Drang (także Okres burzy i naporu) – nazwa okresu w literaturze niemieckiej przypadającego umownie na lata 1767–1785.
Nazwa wywodzi się od tytułu dramatu niemieckiego pisarza Friedricha Maximiliana Klingera o tej samej nazwie. Dramat Klingera ukazał się w Polsce w roku 1901 pod tytułem Burza i szał, jednak w odniesieniu do epoki przyjęło się tłumaczenie tego wyrażenia jako burza i napór.
Okres ten to protest literacki przeciwko rozbiciu państwa niemieckiego na małe państewka feudalne, przeciw uciskowi mieszczan i chłopów, przeciw upadkowi gospodarczemu i kulturalnemu. Artyści przedkładali intuicję i uczucie nad rozum, w swych utworach nawiązywali do źródeł narodowych i ludowych. Przywódcą duchowym ruchu był Johann Gottfried Herder, niemiecki filozof, pastor i pisarz. W okresie tym działali najwięksi poeci niemieccy: Johann Wolfgang von Goethe oraz Friedrich Schiller. Obaj pisarze w swojej ojczyźnie uznawani są za klasyków, natomiast w odniesieniu do reszty literatury europejskiej ich twórczość z okresu „burzy i naporu” uznawana jest za preromantyczną. Czołowymi utworami tego okresu są Cierpienia młodego Wertera Goethego oraz Zbójcy Schillera.
Charakterystyczne cechy okresu Sturm und Drang to:
- postawa buntu,
- ukazywanie dramatu jednostki wybitnej,
- krytyka stosunków społecznych,
- zainteresowanie folklorem,
- kult Szekspira.

## „Sturm und Drang” w muzyce
W muzyce określenie „Sturm und Drang” odnoszone jest do utworów kompozytorów niemieckich z lat 70. i 80. XVIII wieku. Za reprezentantów tego kierunku uważani są przede wszystkim Carl Philipp Emanuel Bach i jego starszy brat Wilhelm Friedemann Bach. Do muzyki „burzy i naporu” zalicza się symfonie komponowane w szkole mannheimskiej i symfonie Josepha Haydna z lat 1770–1780 (nr 44, 45, 49). Muzyka taka miała „wzburzać uczucia słuchaczy, a wyróżnia się obecnością nieoczekiwanych pauz, gwałtownych modulacji oraz nagłych zmian dynamicznych”.